# تشارلز تومسون (لاعب كرة قدم)
تشارلز تومسون (بالإنجليزية: Charlie M. Thomson)‏ (11 ديسمبر 1910 - 8 مايو 1984) هو لاعب كرة قدم بريطاني (وحمل سابقاً جنسية المملكة المتحدة لبريطانيا العظمى وأيرلندا) في مركز الدفاع. لعب مع نادي سندرلاند.

## وصلات خارجية
- تشارلز تومسون (لاعب كرة قدم) على موقع قاعدة بيانات كرة القدم.إي يو (الإنجليزية)